# HNK Mitnica Vukovar
HNK Mitnica je nogometni klub iz Vukovara.

## Povijest
HNK Mitnica osnovan je 28. ožujka 2008. godine, a osnovali su ga hrvatski ratni vojni invalidi i hrvatski branitelji s područja vukovarskog gradskog naselja Mitnica.
HNK Mitnica osnovali su hrvatski branitelji na Mitnici, želeći na taj način dugogodišnju tradiciju rekreativnog igranja nogometa na Dudiku (sadašnjem igralištu) uokviriti u jedno zdravo športsko društvo koje će okupljti sve generacije a posebno najmlađe, te tako unaprijediti društveni život na Mitnici.
Klub se sa seniorskom momčadi uključio u natjecanje u trećoj ŽNL od sezone 2011./12.
Glavni razlog osnivanja kluba bilo je nedovršeno nogometno igralište na Mitnici, te nepostajanje niti jednog športskog društva u njihovom naselju, a interes za šport poglavito nogomet je ogroman.
Prve utakmice igrali su u prigradskom naselju Sotin.
Stadion na mjestu Spomen-park Dudika (nedaleko od spomenika) otvorili su 5. svibnja 2012. godine, a prvu službenu utakmicu na svojem stadionu odigrali su 13. svibnja 2012. godine.

## Vanjske poveznice
- HNK Mitnica  Arhivirana inačica izvorne stranice od 10. kolovoza 2012. (Wayback Machine)